# Gebr. Piegler
Das Unternehmen Gebr. Piegler war eine Metallwarenfabrik für Friseurbedarfsartikel in Nürnberg, Lange Gasse 15, die von 1948 bis 1976 existierte. Die Besitzer, die Brüder Kurt (1900–1969) und Theodor Piegler (1904–1991), haben sie nach Demontage und Enteignung ihrer geschichtsträchtigen Metallwarenfabrik in Schleiz (damals sowjetische Besatzungszone) 1948 aufgebaut. In der Unternehmensgeschichte spiegelt sich ein Stück europäischer Friseurhandwerksgeschichte.

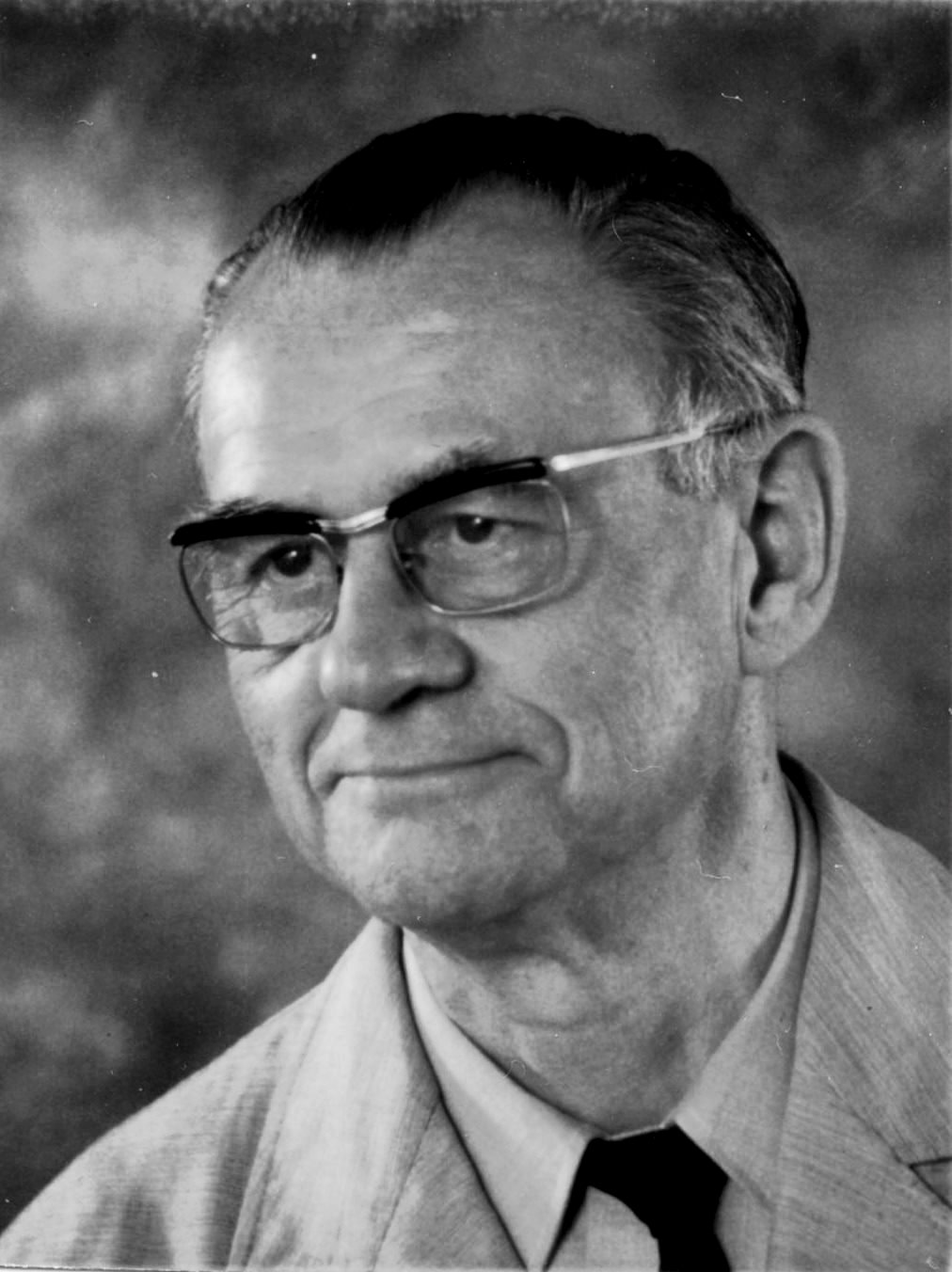
Theodor Piegler (1976)

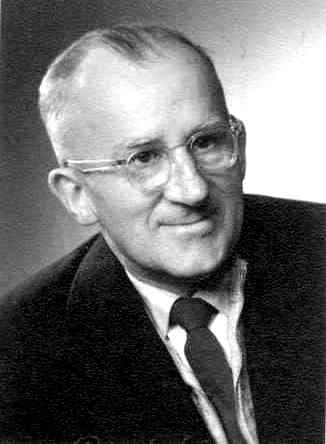
Kurt Piegler (1959)

## Vorgeschichte
1819 gründete Heinrich Gottfried Piegler (1797–1849) in Schleiz/Thür. ein Unternehmen, das sich durch die Großproduktion von Döbereiner-Feuerzeugen und deren weltweite Vermarktung einen Namen machte. Nach seinem Tod führten drei seiner Söhne das Unternehmen weiter.
Nachdem J. W. Döbereiners Schüler, der Chemiker R. Böttger, 1848 die Sicherheitszündhölzer erfunden hatte, verdrängten diese schon bald die aristokratischen Tischfeuerzeuge. Ein Enkel H. G. Pieglers, Richard Piegler jun. (1865–1916) stellte mit Aufkommen der Modefriseure Ende des 19. Jahrhunderts die Produktion auf Friseurbedarfsartikel um. In- und Auslandsgeschäft liefen sehr gut und es gelang ihm, die damals in diesen Artikeln dominierende französische Industrie zu überflügeln. 1903 wurde R. Piegler vom Landesverband Sächsischer Friseurinnungen für seine hervorragenden Leistungen ausgezeichnet. Von 1908  bis 1916 leitete er nach dem Tod seines Schwagers auch dessen 1880 gegründete Schleizer Armaturenfabrik „Oskar Jungmann“. Sein Tod im Jahr 1916 ebenso wie der damals tobende Erste Weltkrieg trafen die Fabrik hart. 1918 stieg sein Sohn Kurt Piegler, der eine kaufmännische Ausbildung absolviert hatte, in das Unternehmen ein und führte es in den wirtschaftlich schwierigen Nachkriegsjahren zu neuer Blüte. Die Zahl der Mitarbeiter stieg von 10 auf 50 und es wurden Lager in London und Rotterdam aufgebaut. Da die Produktionsräume am Markt 1 in Schleiz nicht mehr ausreichten, wurde neu gebaut. Der Umzug erfolgte 1926. 1927 trat Kurt Pieglers jüngerer Bruder, Theodor (Schwiegersohn v. H. G. Blechschmidt), nach Abschluss seiner Ausbildung zum Ingenieur als technischer Leiter in das Unternehmen ein. Als erstes Unternehmen in Europa stellte man Friseurbedarfsartikel in verchromter Ausführung her. Das Geschäft florierte dermaßen, dass der Neubau durch Anbauten mehrfach erweitert werden musste. Die Zahl der Mitarbeiter stieg auf 80. Auch die schwierigen Zeiten ab 1933 haben die Brüder gemeistert.
Im Gefolge des Zweiten Weltkriegs kam es zur Demontage und Abtransport des Maschinenparks in die Sowjetunion sowie zum demütigenden Prozess der Enteignung der beiden Inhaber. Da sie um ihr Leben fürchten mussten, flohen sie am 28. August 1948 in die amerikanische Besatzungszone.

## Geschichte in Nürnberg

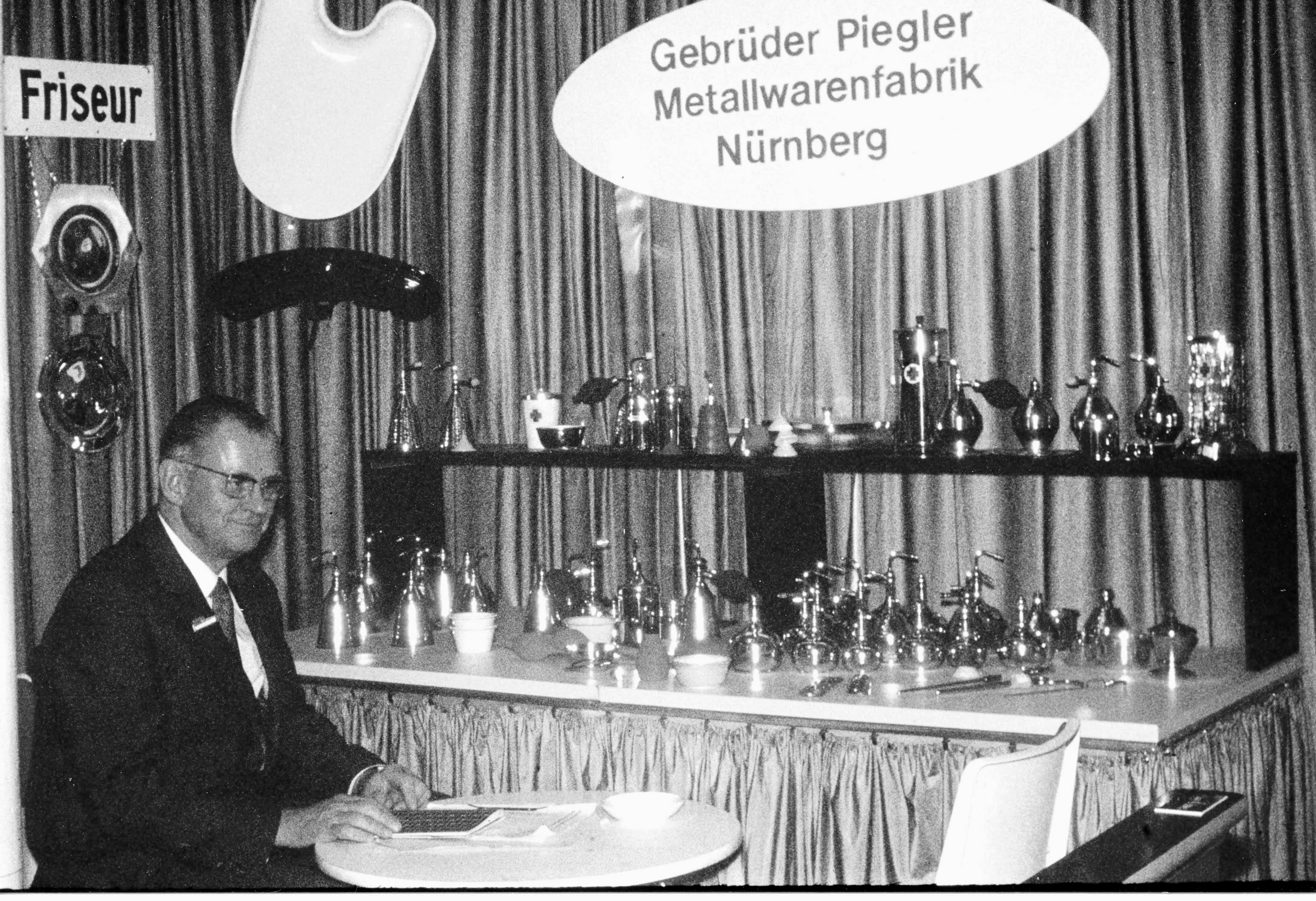
Theodor Piegler mit dem Betriebssortiment bei der Euro Friwa Musterschau in Würzburg (1970)

Nach kurzem Aufenthalt im Flüchtlingslager Moschendorf bei Hof gelang es den Brüdern, in Nürnberg Fuß zu fassen. Für die Wiederaufnahme ihrer Arbeit wies ihnen die Stadt Nürnberg Räumlichkeiten im Nordblock eines ehemaligen Latrinengebäudes auf dem vormaligen Reichsparteitagsgelände am Luitpoldhain zu, wo sie die Produktion von Friseurbedarfsartikeln unter primitivsten Bedingungen wieder begannen. Ihre Geschäftsverbindungen ins Ausland aus der Vorkriegszeit waren ihnen dabei eine große Hilfe. Der Eintrag der OHG als „Metallwarenfabrik Gebr. Piegler“ ins Handelsregister der Stadt erfolgte am 1. Dezember 1948. Der Neustart gelang den beiden bereits über 40 Jahre alten Brüdern, wobei auch jetzt wieder das Exportgeschäft eine große Rolle spielte. 1954 erfolgte der Umzug in neu errichtete Produktionsräume nahe der Burg (Lange Gasse 15). Für die Kreativität der Brüder spricht, dass sie sich 1955 einen innovativen Einhandzerstäuber mit Gebläseball zum Gebrauchsmuster anmeldeten. Das Warensortiment umfasste fast alles, dessen ein Friseursalon damals bedurfte: Friseur-Aushängeschilder, Aushängebecken, Schalen, Rasierbecher, Schaumdosen, Puderdosen, Wattespender, Glas-Garnituren, Desinfektionsbehälter, Kopfwaschflacons, Frisierlampen, Effilierer, verschiedenste Zerstäuber für Flüssigkeiten und Puder, Ölflaschen sowie Toilettegarnituren, Haarwaschbecken etc. Jedes Jahr war das Unternehmen bei der Euro Friwa Musterschau in den Huttensälen in Würzburg vertreten. 1969 verstarb Kurt Piegler, zwei Jahre später wurde seine Frau, Ruth Piegler, Mitgesellschafterin. 1976 löste der letzte überlebende Inhaber, Theodor Piegler, 72-jährig das Unternehmen auf, das zuletzt zunehmend wachsendem Konkurrenzdruck durch Treibgas-Spraydosen und Kunststoffprodukte ausgesetzt war. Die Firma „Fraas Spiegel GmbH & Co. KG“ in Eckental übernahm in Kommission den Verkauf der letzten noch vorhandenen Lagerbestände.